# Ouled Rechache (distrito)
Ouled Rechache é um distrito localizado na província de Khenchela, Argélia, e cuja capital é a cidade de mesmo nome. A população total do distrito era de 52 993 habitantes, em 2008.

## Comunas
O distrito é composto por apenas duas comunas:
- Ouled Rechache
- El Mahmal